# Alliance des écologistes congolais – Les Verts
L'Alliance des écologistes congolais (AECO Les Verts) (Parti écologique congolais (PECO) jusqu'en 2017) est un parti politique en République démocratique du Congo, fondé le 1er octobre 2008 par Didace Pembe Bokiaga.

## Histoire
Le PECO est agréé par l'arrêté ministériel n° 049/2008 du 1er octobre 2008.
Les membres fondateurs de l'AECO – Les Verts sont : Didace Pembe Bokiaga, Angelina Bologna, Soraya Pembe Safi, Michel Egbolo Likpondi, Romuald Wassa Ndunzi, Billy Bilengu Lukunku, Kwete Kwete Bope, Stéphane Victor Itafea Imbele, Pierrot Lubula Kapend, Mangaza Binti Masudi Nono, Nicolas Shabani Bwidombe, Michel Nshole Mukuruboba.

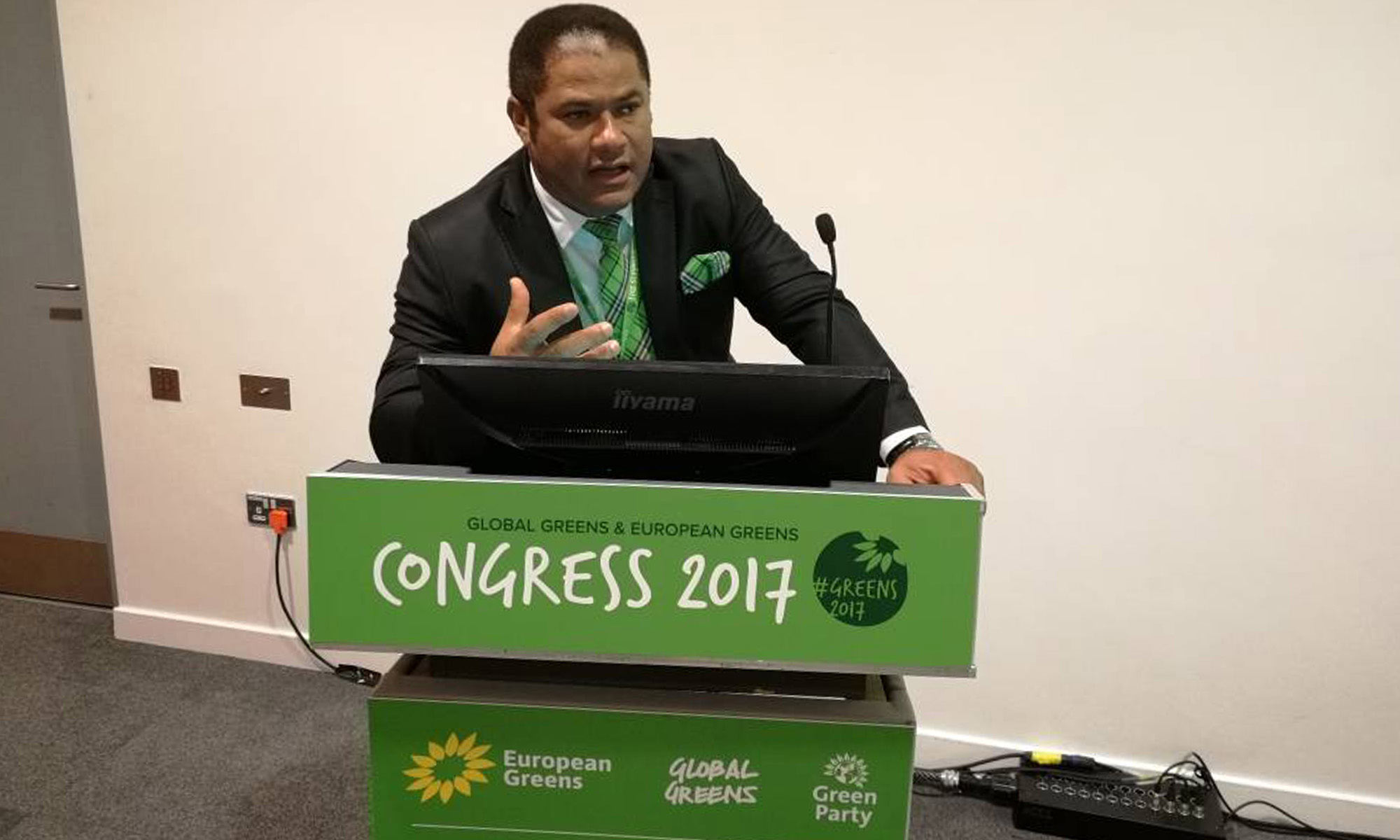
Didace Pembe au congrès des Verts mondiaux le 30 mars 2017 à Liverpool (Royaume Uni).

## Membres du directoire national
Président : Didace Pembe, 1re vice-présidente : Angelina Bologna, secrétaire général : Mupani Kanku, rapporteur du parti : Maître Bile[Quand ?]

## Affiliation internationale
L'AECO – Les Verts fait partie du réseau international Global Greens (Les Verts mondiaux) et de la Fédération des Verts africains (FEVA).
Il est aussi à l'origine de la création de la Fédération des Verts d'Afrique centrale (FEVAC), basée à Kinshasa et dont le président élu est Didace Pembe Bokiaga.

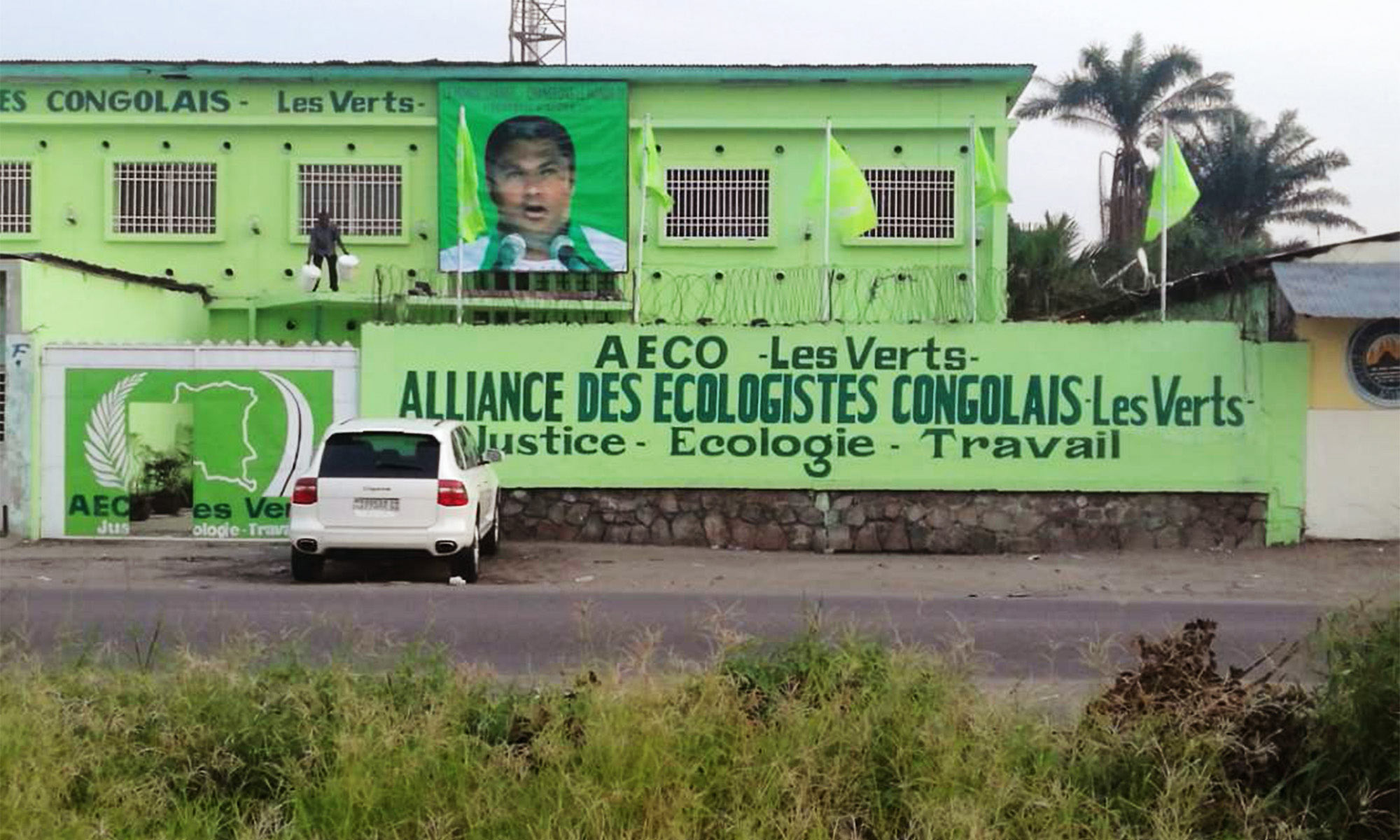
Le siège du parti AECO – Les Verts à Kinshasa.